# 佐分千恵
佐分 千恵（さぶり ちえ、本名：長谷部 千恵　〔はせべ ちえ、旧姓：佐分〕、1977年11月8日 - ）は、懸樋プロダクション所属のフリーアナウンサーで、元テレビ朝日アナウンサー。夫は渋谷区区長（2015年4月 - ）の長谷部健。

## 来歴・人物
愛知県一宮市出身。 愛知県立一宮高等学校、お茶の水女子大学卒業後の2000年4月、テレビ朝日に入社した。『ラジ朝@モーニング』『N天トップ!』『朝いち!!やじうま』といった朝の情報番組や、女子高生向けのビジュアル系番組、『スーパーJチャンネル』の週末メインキャスターを歴任した。
姓が難読であるが、「さぶり」という読み方が正しい。そのためか、一部の番組テロップでは「佐分」の上に「さぶり」とルビが振ってあった。入社同期の石井希和にはさぶりんと呼ばれている。
2004年6月、渋谷区議であった長谷部健と結婚した。2006年6月、第1子となる女児を出産した。2008年2月、約1年半の産休を経て仕事に復帰した。2009年7月、第2子出産のため産休に入った。同年9月11日に第2子（次女）を出産した。2011年4月11日、復帰した。2014年7月14日より、第3子出産のため産休に入り、同年8月18日に第3子（三女）を出産した。2016年4月より復職した。同年7月、総務局総務部コーポレート情報事務局に異動した。
2016年12月に17年間を勤務したテレビ朝日を退社した。
2017年5月よりBSジャパン番組『松平健・高将の名言』のアシスタントとしてフリーアナウンサーとしての活動を開始した。

## 出演

### テレビ朝日在籍時
代表で務めた報道・情報ワイドショー番組
| 期間       | 期間      | 番組名                           | 役職                                              | 備考                               |
| ---------- | --------- | -------------------------------- | ------------------------------------------------- | ---------------------------------- |
| 2000年10月 | 2001年9月 | ラジ朝@モーニング                | 月・火曜日お天気キャスター                        |                                    |
| 2001年10月 | 2002年3月 | N天トップ!                       | メイン司会                                        |                                    |
| 2002年4月  | 2006年3月 | スーパーJチャンネル              | 週末メインキャスター                              |                                    |
| 2002年10月 | 2006年3月 | 朝いち!!やじうま                 | 月～水曜日メイン司会                              |                                    |
| 2008年4月  | 2009年3月 | やじうまプラス                   | ニュースルーム担当兼『ANNニュース』担当キャスター | いずれも月曜日担当                 |
| 2008年4月  | 2009年3月 | スーパーモーニング               | 月曜日ニュースルーム担当                          |                                    |
| 2008年6月  | 2009年6月 | 鳥越俊太郎 医療の現場!（BS朝日） | サブキャスター                                    |                                    |
| 2012年5月  | 2012年9月 | 若大将のゆうゆう散歩             | 『金曜散歩』ナレーション担当                      | 『宮嶋アナの元気が出る散歩』を除く |
| 2012年5月  | 2012年9月 | 若大将のゆうゆう散歩             | 『おでかけ情報散歩』金曜日ナレーション担当        |                                    |
| 2012年6月  | 2014年6月 | 若大将のゆうゆう散歩             | 『ゆうゆう散歩 いいものさがし』MC                 |                                    |

その他
- お昼のNews Access（BS朝日、不定期）
- 特選いいものさがし（2012年7月 - ）MC
- おかずのクッキング （2011年4月15日 - 2014年7月12日）ナレーション担当
- ANNニュース（不定期）
- ニュースの深層（朝日ニュースター）

### テレビ朝日退社後
- 生島ヒロシのおはよう定食・生島ヒロシのおはよう一直線（TBSラジオ） - 2017年夏季から、前所属先の生島企画室（現在のFIRST AGENT）会長を務めた生島ヒロシが休暇[2]に入る週の放送で、パーソナリティ代理を随時担当。
- 松平健・高将の名言（2017年4月30日[3] - 2017年9月24日、BSジャパン） - 進行
- 日曜スクープ (2017年10月8日 - 、BS朝日) - ナレーション

## 同期アナウンサー
- 櫻井健介（他部署へ移動）
- 石井希和（フリーアナウンサー）